# 百味人生
《百味人生》（英語：Taste of Life），是一部於2015年上映的電影。由陳孝萱、周群達、姚采穎、梁正群、莊凱勛、韓雨潔領銜主演。台灣於2015年12月11日上映。本片改編自新月餐飲集團女老闆的真實故事。

## 劇情簡介
台中綠園道這美食餐飲業的戰場上，一個熱愛美食的女人－劉芬芳，籌備多時的饗宴將要透過新開幕的店綻放出最甜美的滋味，然而在她內心深處，最苦的草葉已經嚼碎，她的心在丈夫外遇消息傳來的那一刻支離破碎。
從芬芳年少在逢甲夜市開始奮鬥時，她以為這婚姻許諾將是她永遠的依靠，那個男人的金玉良言，厚實肩膀，將成為她夢想飛馳的翅膀，不論是托斯卡尼的黃金菜餚、巴黎的法式擺盤、日本的禪風料理，或是加州風洋食創意，都是她喜悅的寄託，從來沒想過這無盡的饗宴會有一刻起，她必須一個人堅持下去。
從第一家餐廳開始，她負責設計構想，丈夫負責行政管理，兩人一主表一主裡，夫唱婦隨，在台中市競爭的餐飲市場上拼出了一番局面。他們有了孩子，有了好的房子，還有第二個店面，收入越來越好，沒想到，苦盡甘來的結果，卻是一連串逃不開的艱辛挑戰。
丈夫愛上了當老闆的派頭，應酬成了生活的主要旋律，而家庭，妻子，孩子，就像盤碟上點綴的花草般，最後總是隨著殘羹菜餚，一餐餐地拋棄。夫妻之間漸行漸遠，新餐廳開幕的前夕，協議離婚，各分東西。
芬芳不忍夢想餐廳成為棄兒，遂決定起身上前，接下經營餐廳的重責大任，沒想到困難重重。一方面她需要面對自己信心重建的問題，另外一方面則要應付餐廳內外的大小事宜，小至菜單設計，大至人事糾葛。在這一連串波濤洶湧的考驗中，也見證到她與女兒之間親情的可貴，她與同事之間的相知相惜，以及自己永不放棄，屬於女人特有的韌性與能量。

## 演員陣容

### 領銜主演
| 演員姓名 | 角色名稱 | 介紹 |
| 陳孝萱   | 劉芬芳   |      |
| 周群達   | 江招海   |      |
| 姚采穎   | 鄭怡蓉   |      |
| 梁正群   |          |      |
| 莊凱勛   | 陳磊     |      |
| 韓雨潔   | 王曉凡   |      |

### 其他演員
| 演員姓名 | 角色名稱 | 介紹 |
| 成亮澄   |          |      |
| 王為     |          |      |
| 李翔     |          |      |
| 韓琳     |          |      |
| 游東諺   |          |      |
| 曾俊文   |          |      |
| 林久登   |          |      |

## 電影歌曲
| 曲別 | 歌名 | 演唱者 | 作詞 | 作曲 | 備註 |

## 工作人員
- 總監製：龔美富
- 監製：張若凡、林雅婷、吳聖文、黃尉誠
- 策劃：林芊俞
- 執行製作人：周矩源
- 製作人：徐嘉森、龔翠萍、姜明衡
- 導演：黃玉珊
- 編劇統籌：林久愉
- 編劇：慧瑜、楚國、王湘琪、羅彩渝、翁曉玲、林姝嫻
- 企劃：陳怡君、廖珮如
- 製作公司：黑巨傳播事業股份有限公司、常龍國際投資股份有限公司

## 拍攝場景
該片於台中市多處拍攝，包括：新月梧桐餐廳、明道中學、全球影城、勤美綠園道、五都大飯店、北屯區戶政事務所、茱莉亞精品婚紗、臺中航空站、麗雅音樂教室、新社苦瓜園、太平區寶島眼鏡行等等。臺中市政府也給予該片相關拍攝支援。

## 外部連結
- 百味人生的Facebook專頁
- 互联网电影数据库（IMDb）上《百味人生》的资料（英文）